# Bostrichiformia
Infra-ordre
Bostrichiformia est un infra-ordre de coléoptères qui comprend deux super-familles :
- la super-famille des Bostrichoidea Latreille, 1802 ;
- la super-famille des Derontoidea LeConte, 1861.

## Systématique
Cet infra-ordre a été créé par le naturaliste américain Stephen Alfred Forbes en 1926.